# Trstionica
Trstionica  je rijeka u Bosni i Hercegovini.
Izvire 25 kilometara od Kraljeve Sutjeske. Desna pritoka Bosne u koju se ulijeva u naselju Čatićima u općini Kaknju, četiri kilometra uzvodno od ušća Zgošće u Kaknju. Na samome ušću je željeznički most na pruzi koja od Visokog vodi prema Kaknju i Zenici. Duga je oko 40 kilometara.
Bogata je potočnom pastrvom, te je pogodna za ribolov.
U vrijeme bošnjačko-hrvatskog sukoba u Srednjoj Bosni, poslije sloma slabo naoružanih i izoliranih mjesnih hrvatskih snaga 13. lipnja 1993. bošnjačko-muslimanski ekstremisti opljačkali su i uništili sve hrvatsko i katoličko oko Trstionice.